# Taureau de Camargue (viande)
 (avril 2022).
Si vous disposez d'ouvrages ou d'articles de référence ou si vous connaissez des sites web de qualité traitant du thème abordé ici, merci de compléter l'article en donnant les références utiles à sa vérifiabilité et en les liant à la section « Notes et références ».
Pour les articles homonymes, voir Camargue (homonymie).
Taureau de Camargue est l'appellation d'origine de carcasses bouchères bovines issues de races bovines de la Camargue élevées dans ce même terroir français. Elle est préservée via une appellation d'origine contrôlée depuis 1996 et par une appellation d'origine protégée depuis 2001.

## Origine et historique
La raço de biou, nom provençal de la race camarguaise, est une race bovine qui existe en Camargue depuis la nuit des temps. Sa viande est consommée localement depuis aussi longtemps. Elle est d'abord destinée à fournir des animaux pour les courses de taureaux (course camarguaise). Les vaches de réforme, les génisses et les taurillons non retenus pour les courses sont vendus pour la boucherie. Sa viande bénéficie d'une AOC depuis le décret du 8 décembre 1996 puis d'une AOP depuis 2001.

## Élevage et transformation

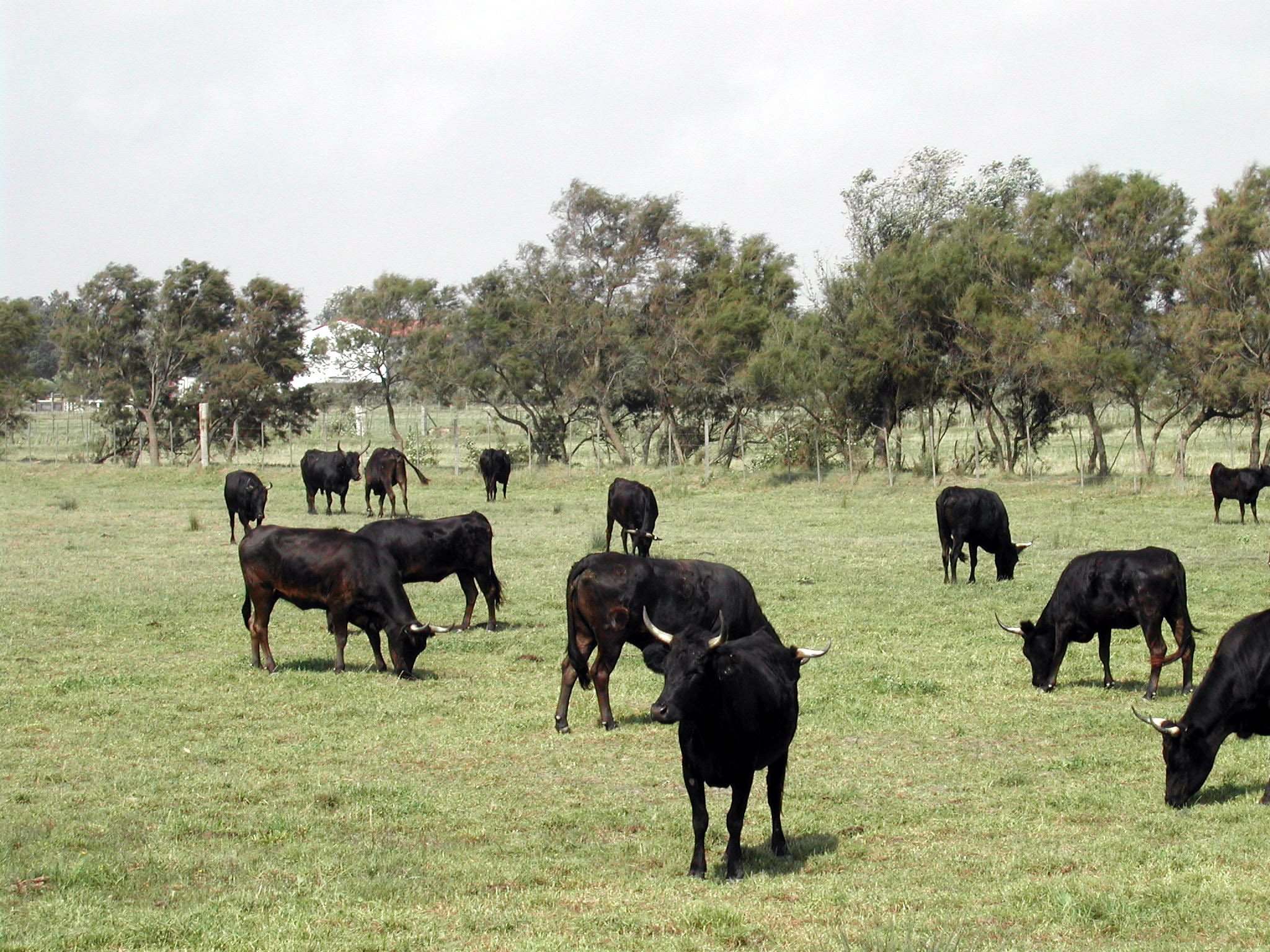
Troupeau de race camargue dans son terroir originel

Seules les races camargue et brava (la race brava est différente de la raço di biou et c'est de celle-ci que sont issus les taureaux utilisés dans les corridas). La sélection des bêtes doit se faire selon des objectifs de maintien des caractéristiques de combativité et non de productivité. Il a lieu dans une zone de forte tradition taurine.
L'élevage se fait en liberté, avec une charge technique inférieure à 1 UGB (unité gros bovin) pour 1,5 hectare. Le bétail se nourrit seul dans la partie humide du delta du Rhône entre avril et novembre. En hiver, il est déplacé dans une zone périphérique non inondable. Un complément composé de fourrage et de céréales issus de l'aire d'appellation peut être donné si nécessaire. 
La transformation (abattage et découpe) doit se faire dans l'aire de production. La découpe pour la vente au détail peut se faire en dehors. 

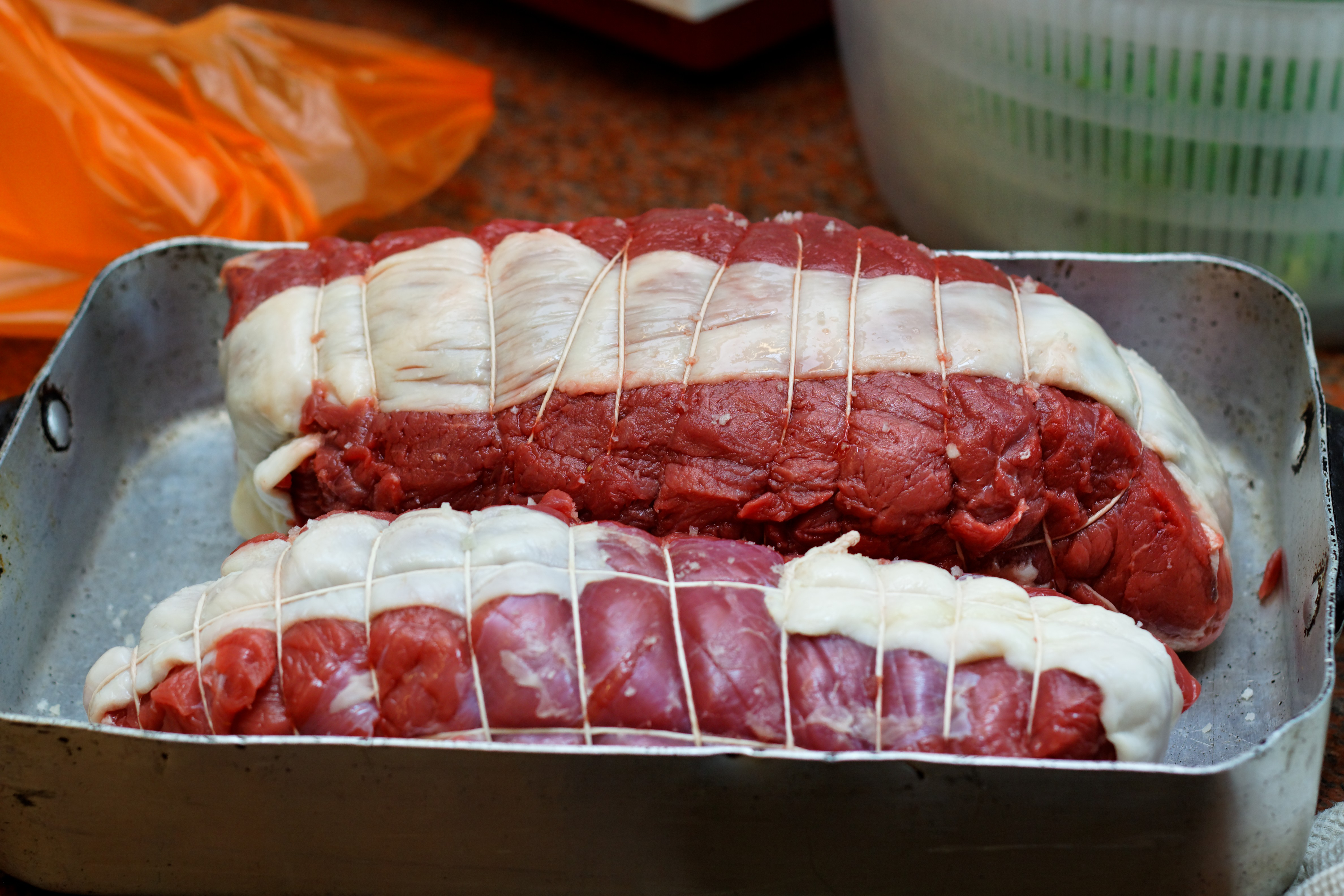
Rôtis de taureau de Camargue

Les génisses de moins de trente mois doivent avoir un poids de carcasse supérieur à 85 kg. Pour les animaux plus âgés, la carcasse doit peser au moins 100 kg. Les carcasses sont identifiées par un tampon. Les bêtes ayant participé à des jeux taurins sont exclues.

## Aire géographique
L'aire géographique  inclut l'île formée par le delta du Rhône et les rives limitrophes et est limitée à l'est par la Crau, à l'ouest par la plaine littorale de Lunel et au nord par les Costières de Nîmes. Elle s'étend sur une partie des trois départements : les Bouches-du-Rhône, le Gard et l'Hérault. À l'intérieur de cette aire géographique, a été délimitée une « zone humide » dans laquelle les animaux doivent séjourner au moins 6 mois.

## Caractéristiques du produit
La viande se caractérise par un faible taux de graisse et une couleur rouge soutenue. Elle est savoureuse et parfumée. L'élevage en plein air lui donne des caractéristiques propres à cette viande.

## Accord mets/vin
La viande de taureau impose un vin rouge puissant. Il pourra être choisi parmi les vins du vignoble du Languedoc-Roussillon tel le Saint-chinian, le Fitou, le Faugères, un Côtes-du-roussillon Villages ou un Minervois-La Livinière.

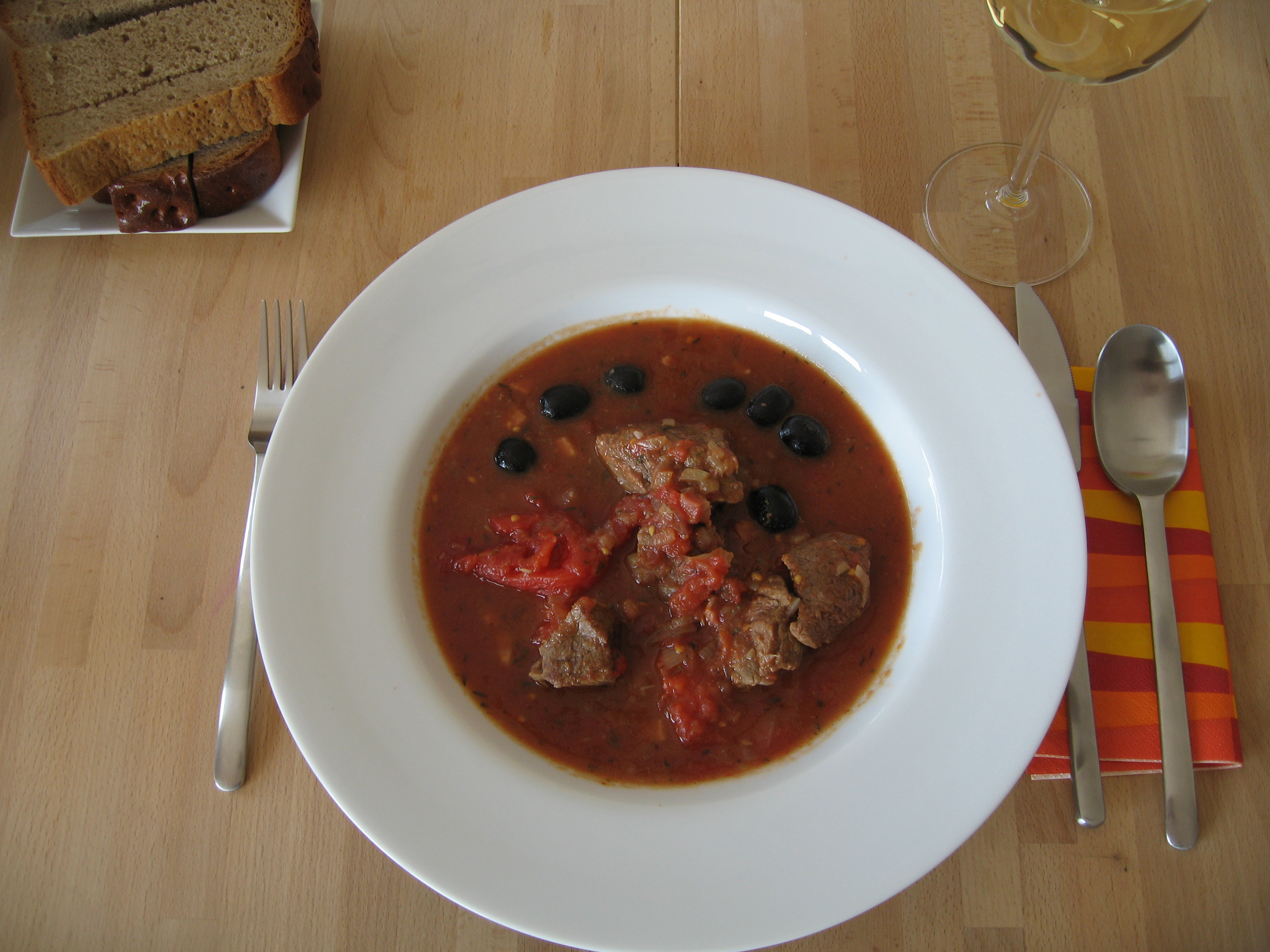
Taureau de Camargue à la niçoise

## Sources